# Egmont Cycling Race (mannen)

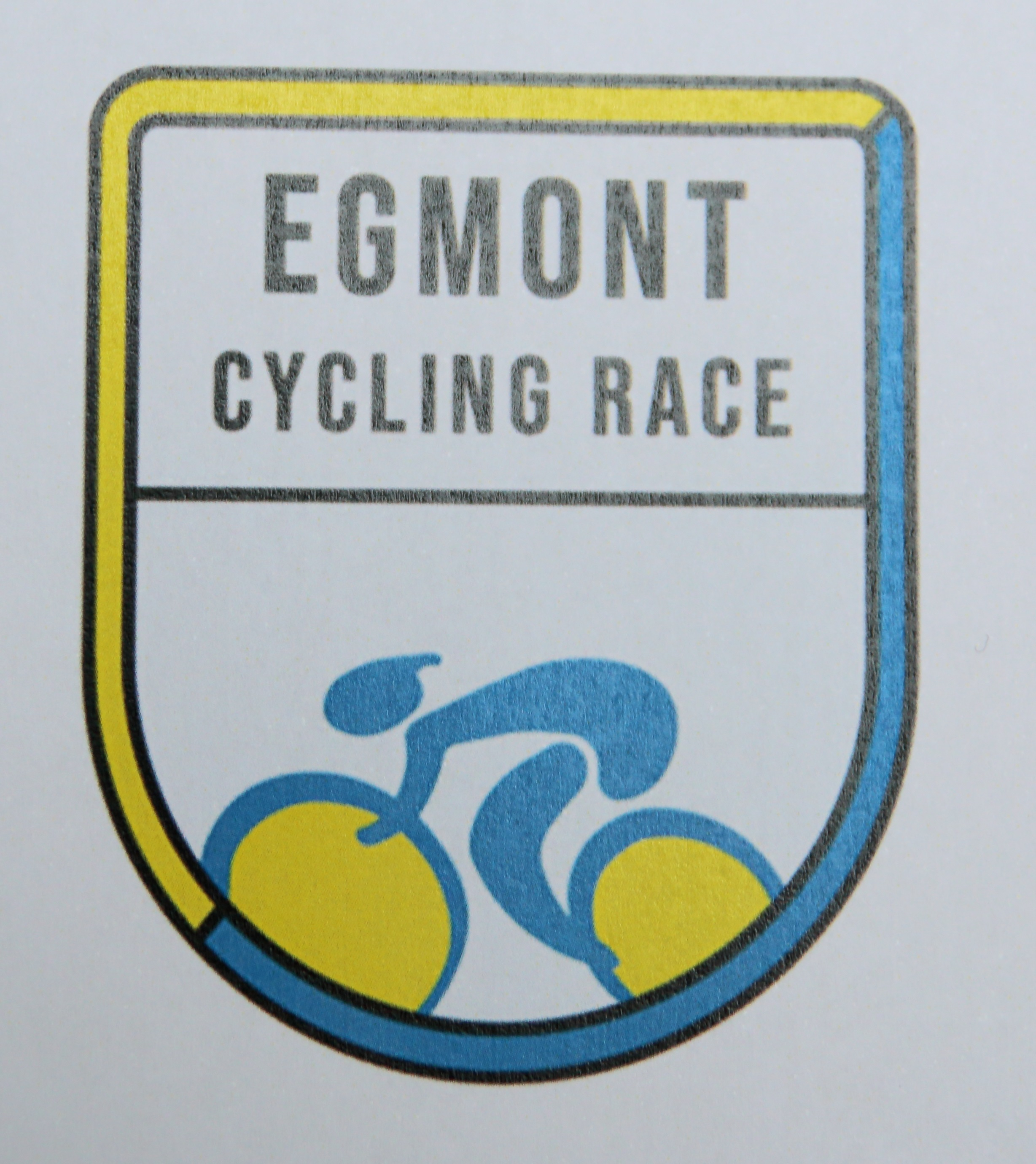

De Egmont Cycling Race (tot 2020 de Grote Prijs Stad Zottegem) is een wielerwedstrijd voor de elite met contract (vroeger beroepsrenners) in de Belgische plaats Zottegem. Sinds 2005 wordt de wedstrijd georganiseerd in de categorie 1.1 van de UCI Europe Tour.

## Geschiedenis
De wedstrijd stond vroeger bekend als Dokter Tistaertprijs, vernoemd naar de sportarts Alfred Tistaert (1873-1936). Tussen 1971 en 1998 had de wedstrijd de dubbele naam Herinneringsprijs Dokter Tistaert - Prijs Groot-Zottegem. In 1999 werd de naam gewijzigd in G.P. Zottegem - Tistaertprijs. Van 2002 tot 2020 droeg de koers de naam Grote Prijs Stad Zottegem. Sinds 2020 heet de wielerwedstrijd Egmont Cycling Race. Het parcours loopt langs kasseistroken en hellingen in de Vlaamse Ardennen, waaronder Lippenhovestraat, Lange Munte, Grotenberge, Langendries, Berendries, Rekelberg, Klemhoutstraat. Om in de UCI-kalender te passen wordt de Egmont Cycling Race vanaf editie 2023 niet meer op de traditionele kermisdinsdag verreden; er wordt op kermisdinsdag een wedstrijd voor dames-elite georganiseerd. In 2024 werd geen Egmont Cycling Race voor heren georganiseerd, en vanaf 2025 bestaat de wedstrijd voor heren niet meer.

## Lijst van winnaars

### Meervoudige winnaars
| Overwinningen | Renner          | Land   | Jaren            |
| ------------- | --------------- | ------ | ---------------- |
| 3             | Maurice Blomme  | België | 1949, 1950, 1951 |
| 2             | Jos Schils      | België | 1960, 1962       |
| 2             | Jasper De Buyst | België | 2017, 2023       |

### Overwinningen per land
| Overwinningen | Land                                 |
| ------------- | ------------------------------------ |
| 69            | België                               |
| 9             | Nederland                            |
| 2             | Denemarken, Duitsland                |
| 1             | Canada, Italië, Oostenrijk, Slovenië |